# Vocabulaire du capitaine Haddock
Cet article contient la liste des jurons et insultes, ainsi que quelques autres vocables pittoresques, constitutifs d'un vocabulaire propre au capitaine Haddock, personnage de la bande dessinée Les Aventures de Tintin. Y figurent aussi, dans une section spéciale, les jurons de François de Hadoque, capitaine de la Marine du Roy et commandant du vaisseau La Licorne, ancêtre du capitaine Haddock ainsi que ceux des descendants de ses perroquets.
Bien que disposant d'un répertoire d'approximativement 220 jurons, le capitaine n'en profère qu'une douzaine se rapportant au champ lexical de la mer et de ceux qui en vivent : amiral de bateau-lavoir, marin d'eau douce, pirates, naufrageurs, flibustier, frères de la côte, négrier, moussaillon, cyclone, vieux cachalot, tonnerre de Brest et mille sabords. Ces deux dernières expressions sont de loin les plus fréquentes, avec plus de cent itérations chacune au fil des albums depuis L'Étoile mystérieuse.
Après la guerre, le langage des personnages de Tintin évolue, devenant plus politiquement correct. Certains jurons du capitaine Haddock disparaissent et sont remplacés dans les rééditions d'albums par des termes jugés moins choquants. C'est le cas par exemple pour « fatma de Prisunic » remplacé par « bayadère de carnaval » ou « anthracite » et « commerce noir » remplacés par « iconoclaste ».

## Guide d'utilisation
À la suite de chaque expression est indiquée la liste des références codifiées (voir les codes conventionnels des albums ci-dessous).
Exemple CPO.20A3 signifie : album Le Crabe aux pinces d'or, page 20, 1re bande, 3e case — suivi éventuellement de h (haut) ou b (bas), s'il y a deux cases superposées.
Pour une même expression, les références sont classées par ordre chronologique de parution des albums, puis par localisation dans l'album.
Lorsqu'une référence est précédée de e, le terme est précédé de « espèce(s) de » dans l'original. Lorsqu'elle est suivie de s, l'expression originale est au pluriel.
Exemple : ectoplasme | eOML.56B3s | Lire : « espèces d'ectoplasmes » (pour cette référence).

### Codification alphanumérique des albums
Seuls apparaissent ici (triés par code) les albums où interviennent le capitaine Haddock ou son ancêtre le chevalier de Hadoque. La codification est purement conventionnelle et /ad hoc/, si l'on peut dire, dans le cadre de cet article.
| Code | Nom de l'album              | Code | Nom de l'album                |
| ---- | --------------------------- | ---- | ----------------------------- |
| 714  | Vol 714 pour Sydney         | OML  | On a marché sur la Lune       |
| 7BC  | Les Sept Boules de cristal  | PON  | Tintin au pays de l'or noir   |
| ATS  | L'Affaire Tournesol         | SLI  | Le Secret de La Licorne       |
| BCF  | Les Bijoux de la Castafiore | TAA  | Tintin et l'Alph-Art          |
| CES  | Coke en stock               | TAT  | Tintin au Tibet               |
| CPO  | Le Crabe aux pinces d'or    | PIC  | Tintin et les Picaros         |
| EMY  | L'Étoile mystérieuse        | TRR  | Le Trésor de Rackham le Rouge |
| OLU  | Objectif Lune               | TSO  | Le Temple du Soleil           |

- Haut – A
- B
- C
- D
- E
- F
- G
- H
- I
- J
- K
- L
- M
- N
- O
- P
- Q
- R
- S
- T
- U
- V
- W
- X
- Y
- Z

## A
| Expression                                                                  | Références ?                                               |
| --------------------------------------------------------------------------- | ---------------------------------------------------------- |
| Accapareur                                                                  | EMY.30A1                                                   |
| Aérolithe (voir aussi : bougre de sauvage d'aérolithe de tonnerre de Brest) | EMY                                                        |
| Amiral de bateau-lavoir                                                     | CES.38A1                                                   |
| Amphitryon                                                                  | TAT.26C2                                                   |
| Anacoluthe                                                                  | CPO.57B2—PON.57D3 -- eOLU.46C1 -- eOML.46A2hs -- CES.46D2s |
| Analphabète                                                                 | TRR.20D3 -- 7BC.43A1s, 58B1s                               |
| Analphabète diplômé                                                         | eTRR.52C1                                                  |
| Animal                                                                      | eCES.52D2 -- ATS.11D2                                      |
| Anthracite,                                                                 |                                                            |
| Anthropophage                                                               | OML.45A4s -- ATS.36B3 -- TAT.e37A3                         |
| Anthropopithèque                                                            | CPO.56B2 -- TSO.47C1s -- eOML.47A3 -- TAT.26D3             |
| Apache                                                                      | 714.23A2                                                   |
| Apophtegme                                                                  |                                                            |
| Apprenti-dictateur à la noix de coco                                        | ePIC.10C1                                                  |
| Arlequin                                                                    | CPO.56A2                                                   |
| Ascenseur                                                                   | TAT.e51B2                                                  |
| Astronaute d'eau douce                                                      | OML.52D3                                                   |
| Athlète complet                                                             | eTRR.52C4                                                  |
| Au large !                                                                  | TSO.33A1, 38A3                                             |
| Autocrate                                                                   | ATS.34C3s                                                  |
| Autodidacte                                                                 | ATS.22A3s                                                  |
| Aztèques                                                                    | CPO.37D3                                                   |

## B
| Expression                                                  | Références ? |
| ----------------------------------------------------------- | --- |
| Babouin                                                     | TRR.e30D1s |
| Bachi-bouzouk                                               | CPO.38A2s -- SLI.56A2 -- TRR.e7D2, 43C4s -- 7BC.47C1s -- TSO.33A3s -- PON.57D3 -- eOLU.4C1, e54A3s -- ATS.36C1 -- CES.16A3s -- CES.49B3a -- eTAT.25A3s -- BCF.10B2—714.23A2 |
| Bachi-bouzouk de tonnerre de Brest                          | eOML.31C2s, 44C4, e47C3 |
| Bachi-bouzouk des Carpathes                                 | eATS.s42D1 |
| Bande de jeunes effrontés                                   | TAT.53A3 |
| Bande de joyeux drilles                                     | TAT.47C3 |
| Bande d'ectoplasmes de tonnerre de Brest                    | 714.21C2 |
| Bande d'emplâtres                                           | TAT.27C1 |
| Bande d'enragés                                             | TSO.56D1 |
| Bande d'escrocs                                             | TRR.5A1 |
| Bande d'hurluberlus                                         | ATS.14A1 |
| Bande de bachi-bouzouks                                     | TAT.11A3 |
| Bande de brutes                                             | 714.18B1 |
| Bande de canaques                                           | 7BC.47C1s -- OLU.5D1 |
| Bande de Ku-Klux-Klans                                      | OLU.12A1 |
| Bande de pirates                                            | OLU.3C3 |
| Bande de sauvages                                           | TSO.47C1 |
| Bande de voleurs                                            | EMY.30A1 |
| Bande de zapotèques                                         | TSO.47C1 |
| Bande de zapotèques de tonnerre de Brest                    | PIC.11B1 |
| Bandit                                                      | CPO.53A1 -- EMY.16B3, 40D3s -- SLI.31C1s, 54C1s -- 7BC.55B2s, 59C3s, 62A2s -- TSO.12C2s, 24D2s -- PON.59A3—OLU.26A3s -- OML.46B3 ATS.36B3—714.23A2, 34B1—PIC.22A2s          |
| Bayadère de carnaval                                        | eCES. 26A1 |
| Bibelot                                                     | OLU.43A2 |
| Bibendum                                                    | eCES.35D3 |
| Bidule                                                      | 714.45C3 |
| Blague, fumisterie et compagnie                             | OML.2D1 |
| Boit-sans-soif                                              | SLI.53D2 -- TAT.26D2, e32A3 -- CES.49B3a |
| Bombe atomique                                              | TAT.58A1, 58A2 |
| Bon sang                                                    | OLU.55A3 |
| Bonhomme                                                    | BCF.41A4 |
| Bougre (de —)                                               | PIC.19C1, 23A1 |
| Bougre d'ectoplasme à roulettes                             | CES.50D1s |
| Bougre d'ectoplasme de moule à gaufres                      | 714.54B2 |
| Bougre d'amiral de bateau-lavoir                            | CES.38A1 |
| Bougre de Canaque de tonnerre de Brest                      | TSO.18A4s |
| Bougre de crème d'emplâtre à la graisse de hérisson         | ATS.33B3 |
| Bougre d'extrait de cornichon                               | CES.4D1 |
| Bougre d'extrait de crétin des Alpes                        | TRR.41A3s |
| Bougre d'extrait d'hydrocarbure                             | BCF.27C2 |
| Bougre de faux jeton à la sauce tartare                     | ATS.42D1s |
| Bougre de jet d'eau ambulant                                | TSO .21B3 s |
| Bougre de marchand de guano                                 | TSO.9A3s |
| Bougre de méchant Blanc                                     | CES.47B3s |
| Bougre de mouchard                                          | CES.52D2 |
| Bougre d'olibrius                                           | TRR.8A1, 49B3 |
| Bougre d'ostrogoth                                          | BCF.36C3s |
| Bougre de papou des Carpathes                               | ATS.19D1 |
| Bougre de petit cornichon                                   | PON.58C1 |
| Bougre de phénomène de tonnerre de Brest                    | TSO.32C3s |
| Bougre de phénomène de moule à gaufres de tonnerre de Brest | CES.9A2 |
| Bougre de sauvage de tonnerre de Brest                      | TSO.9E4 |
| Bougre de sauvage d'aérolithe de tonnerre de Brest          | ATS.36B3 |
| Bougre de zouave                                            | TSO.32D1s -- 714.27C2 |
| Bougres de zouaves d'anthropopithèques                      | TSO.36A2 |
| Brigand                                                     | EMY.30A2s -- 714.42D3s |
| Brontosaure                                                 | eOML.3C4s |
| Brute                                                       | CPO.22A1, 53B2 -- TRR.32C2e—7BC.45A1s, 55B2s -- OLU.43C1—PON.57D3 -- ATS.22A3s                                                                                              |
| Bulldozer à réaction                                        | TAT.e60B2 |

## C
| Expression                                                    | Références ? |
| ------------------------------------------------------------- | --- |
| Cachalot                                                      | |
| Cake-walk                                                     | eOML.11C1 |
| Calembredaine                                                 | TAT.25A3s—714.44B2s                                                                                                  |
| Canaille                                                      | CPO.22A1s, 37D1s, 58A1 -- 7BC.45A2s, 45B2s -- 714.23A1                                                               |
| Canaque (voir aussi : bougre de Canaque de tonnerre de Brest) | CPO.56A3 -- TRR.29A1 -- eOLU.12A1s                                                                                   |
| Cannibale                                                     | CPO.56B2 -- TRR.29A1—OML.55A1 -- TAT.26C2—BCF.10B2—PIC.42B3                                                          |
| Cannibale emplumé                                             | TSO.49A1 |
| Capitaine de bateau-lavoir                                    | |
| Casse-pieds                                                   | BCF.26C2, 27A1, 61D2                                                                                                 |
| Catachrèse                                                    | EMY.40D3s, eBCF.19C2—714.23A2                                                                                        |
| Cataplasme                                                    | SLI.54A1 |
| Cercopithèque                                                 | TRR.30D1s -- CES.49B3h                                                                                               |
| Cercueil volant                                               | OML.62C3 -- CES.16B2                                                                                                 |
| Chauffard                                                     | SLI.56A2—EMY.26A3s - 7BC.55B2s -- eOLU.43C1                                                                          |
| Chenapan (voir aussi : jeune chenapan)                        | CPO.38A2s -- SLI.19B2s                                                                                               |
| Cher petit ami                                                | 714.36B1 |
| Choléra (voir aussi : petit choléra)                          | CES.14B2 |
| Chouette mal empaillée                                        | TSO.30A2 |
| Chrysanthème                                                  | |
| Cigare volant                                                 | eOLU.53C2—OML.8C3 |
| Cloche à fromage                                              | OML.34C1 |
| Cloporte                                                      | SLI.19B2s, 29A2s -- EMY.40D3s -- ePIC.57D3                                                                           |
| Clown                                                         | OML.18C2s, 56B3s |
| Clysopompe                                                    | |
| Coléoptère                                                    | SLI.29A2s -- OML.47D1 -- ATS.48C2                                                                                    |
| Coloquinte                                                    | SLI.29B1s -- EMY.30A1s -- TAT.26D3                                                                                   |
| Coloquinte à la graisse de hérisson                           | eCES.47B1s |
| Concentré de moule à gaufres                                  | OML.43B3 |
| Coquin                                                        | TRR.29C2s |
| Cornemuse                                                     | SLI.14A3s |
| Cornichon (voir aussi : bougre d'extrait de cornichon)        | SLI.14A2s, 29A1s -- TRR.43C4s -- 7BC.43A1s, 55B3s -- eTSO.9B3 -- OLU.5C3, 39A3s, e46A3, 59B3 -- CES.46D1s -- BCF.8A1 |
| Cornichon de zouave de tonnerre de Brest                      | OLU.11D3s |
| Cornichon diplômé                                             | ATS.28D3s |
| Corsaire                                                      | CPO.56A1 |
| Coup de Trafalgar                                             | OLU.40A1 |
| Coupe-jarret                                                  | eCES.49A4 |
| Cow-boy de la route                                           | eATS.36B3 |
| Crème d'emplâtre à la graisse de hérisson                     | OML.20C1 |
| Crétin de l'Himalaya                                          | TAT.24D2 |
| Crétin des Alpes                                              | TRR.20D3—7BC.58B1s                                                                                                   |
| Crétin des Balkans                                            | ATS.20A1 |
| Commerce noir,                                                | |
| Cromagnon                                                     | eTAT.26C1 |
| Cuistre                                                       | |
| Cyanure                                                       | TAT.26D3 |
| Cyclone                                                       | SLI.56A2 |
| Cyclone ambulant                                              | BCF.7C3 |
| Cyclotron                                                     | OLU.43C1 |
| Cyrano à quatre pattes                                        | eTSO.38A1 |

## D
| Expression                           | Références ?                       |
| ------------------------------------ | ---------------------------------- |
| Diable                               | OLU.31B1, 34C4                     |
| Diable de —                          | CPO.30D1                           |
| Diable de zouave                     |                                    |
| Diable les emporte (Le -)            | BCF.28C1                           |
| Diable vous étripatouille (Que le -) | CES.44A1                           |
| Diablesse                            | BCF.2C3                            |
| Dieu soit loué                       | TRR.20C1                           |
| Diplodocus                           | TAT.26D1 -- e714.35D1              |
| Doryphore                            | CPO.56B2, 38A2s -- TSO.30A2, 48A1s |
| Doux agneaux                         | OML.47C1                           |
| Dynamiteur                           | EMY.16C2                           |

## E
| Expression                                                            | Références ? |
| --------------------------------------------------------------------- | --- |
| Écornifleur                                                           | SLI.54C1s |
| Écraseur                                                              | SLI.56A2—7BC.55B2s -- OLU.43C1 -- ATS.22A3s, 36B3 |
| Ectoplasme                                                            | CPO.38A2s -- EMY.41A1s -- TRR.e28D3, 43C4s -- 7BC.43A1s, 58B2s -- TSO.48A1s -- PON.57D3 -- eOLU.4C3, 5C3 -- eOML.56B3s -- eATS.32C4, 36C1 -- CES.35D3 -- TAT.26C2, 27A2 |
| Ectoplasme à roulettes (voir aussi : bougre d'ectoplasme à roulettes) | |
| Égoïste                                                               | ATS.34B4bs |
| Électron (Travailler de l'—)                                          | OLU.10A2 |
| Emplâtre                                                              | CPO.37D1s, 56B2 -- SLI.29B1s -- TRR.43C3s -- eOML.12B2s |
| Emplâtré à la graisse de hérisson                                     | |
| Empoisonneur                                                          | OLU.2D1s |
| Encordé vous-même                                                     | TAT.38D2 |
| Énergumène                                                            | EMY.26B1 |
| Enfer et damnation                                                    | TRR.18D1 |
| Enfonceur de porte ouverte                                            | |
| Enragé                                                                | |
| Épouvantail                                                           | |
| Équilibriste                                                          | eTAT.11A1 |
| Esclavagiste                                                          | CPO.55D2 |
| Escogriffe                                                            | SLI.54A3 |
| Escroc                                                                | |
| Espèce de—                                                            | BCF.13B1 |
| Espèce de loup-garou à la graisse de renoncule de mille sabords       | |
| Espèce de porc-épic mal embouché                                      | |
| Entêté                                                                | CPO.25D2 |
| Extrait d'emplâtre                                                    | OLU.49C1 |
| Extrait d'hydrocarbure (voir aussi: bougre d'extrait d'hydrocarbure)  | |
| Extrait de cornichon (voir aussi : bougre d'extrait de cornichon)     | |

## F
| Expression                                                                           | Références ?                                                                              |
| ------------------------------------------------------------------------------------ | ----------------------------------------------------------------------------------------- |
| Face de brute                                                                        | PIC.15A1                                                                                  |
| Farceur (Voir aussi : sinistre farceur)                                              |                                                                                           |
| Fatma de prisunic                                                                    |                                                                                           |
| Faux frère                                                                           | OML.51D2                                                                                  |
| Faux jeton                                                                           | eOML.46B1                                                                                 |
| Faux jeton à la sauce tartare (voir aussi : bougre de faux jeton à la sauce tartare) |                                                                                           |
| Fichu —                                                                              | OLU.32C5                                                                                  |
| Fieffé menteur                                                                       | PIC.9C1                                                                                   |
| Fiston                                                                               | TAT.13D2, 24C1, 40C3                                                                      |
| Flibustier                                                                           | CPO.55D3—EMY.26A3s -- SLI.14A3s -- TSO.24D2s, 33A1s -- ATS.22A3s -- CES.44A1s -- TAT.26D1 |
| Flibustier de carnaval                                                               | TRR.4D2                                                                                   |
| Flûte                                                                                | OML.54B2                                                                                  |
| Forban                                                                               | SLI.14A1s, 19B2s -- EMY.27D4s, 41C1s -- ATS.42A3s -- PIC.11A2s                            |
| Fourbe                                                                               | PIC.8D2                                                                                   |
| Frère de la côte                                                                     | CES.44A1s                                                                                 |
| Froussard                                                                            | CPO.38A3s                                                                                 |

## G
| Expression                                                                                   | Références ?                                                                     |
| -------------------------------------------------------------------------------------------- | -------------------------------------------------------------------------------- |
| Gaillard                                                                                     | 7BC.43A4 -- TAT.15A1, 17B1s -- BCF.21B2s, 57B1                                   |
| Galopin                                                                                      | eTAT.14D1                                                                        |
| Gamin                                                                                        | TAT.49B3                                                                         |
| Gangster                                                                                     | SLI.31C1s -- OLU.7B3s                                                            |
| Garde-côtes à la mie de pain                                                                 | CES.33B3s                                                                        |
| Gargarisme                                                                                   | SLI.29B1s                                                                        |
| Garnement                                                                                    | 7BC.59C3s                                                                        |
| Gibier de potence                                                                            |                                                                                  |
| Goujat                                                                                       |                                                                                  |
| Graine de vaurien                                                                            | CES.6B3                                                                          |
| Graisse de hérisson (à la – ). Voir aussi : [bougre de] [crème d']emplâtre – , coloquinte –. | OML.43B3                                                                         |
| Graisse de trombone à coulisse (à la – )                                                     | PIC.6B2                                                                          |
| Grand escogriffe                                                                             | TAT.60B2 -- e714.3A3                                                             |
| Grand lâche                                                                                  | SLI.20C1s -- TSO.48A1s                                                           |
| Gredin                                                                                       | CPO.36B1—EMY.16C4 -- SLI.31C1s -- 7BC.43A1s -- OLU.26A3s -- OML.54D2 -- CES.14B2 |
| Grenouille                                                                                   | CPO.37D3s                                                                        |
| Gros-plein-de-soupe                                                                          | ATS.34C3s                                                                        |
| Grotesque polichinelle                                                                       | PIC.10D3                                                                         |
| Gyroscope                                                                                    | CPO.56A3                                                                         |

## H
| Expression   | Références ? |
| ------------ | ------------ |
| Hérétique    | CPO.55D2     |
| Hors-la-loi  | EMY.26A3     |
| Hurluberlu   | OLU.56A3     |
| Hydrocarbure | CPO.56A2     |

## I
| Expression                                | Références ?                                                                                         |
| ----------------------------------------- | --- |
| Iconoclaste                               | CPO.37D3s, 56B3 -- TRR.29A1, 29C3s -- 7BC.54A3s, 59C3s -- TSO.9A2s, 21.D2 -- eOML.55C2 -- CES.46B2bs |
| Inca de carnaval                          | eTSO.47B2s                                                                                           |
| Individou de général de tonnerre de Brest | e7BC.14D4                                                                                            |
| Invertébré                                | CPO.57B2                                                                                             |
| Isotope                                   | |
| Ivrogne                                   | |

## J
| Expression         | Références ?            |
| ------------------ | ----------------------- |
| Jet d'eau ambulant | TSO.21B3s               |
| Jeune chenapan     | CES.6C3                 |
| Jeune impertinent  | TAT.54A3                |
| Jocrisse           | CES.49B3h               |
| Judas              | EMY.30A1, 40D3—OML.46C1 |
| Jus de réglisse    | CPO.57B2                |

## K
| Expression                                   | Références ? |
| -------------------------------------------- | ------------ |
| Khroumir                                     | eTRR.45A1s   |
| KRRTCHMVRTZ                                  | BCF.14B4     |
| Ku-Klux-Klan (voir : bande de Ku-Klux-Klans) |              |
| Kanak                                        |              |

## L
| Expression                                                       | Références ? |
| ---------------------------------------------------------------- | ------------ |
| Lâche                                                            | CPO.22A1     |
| Lascar                                                           | 7BC.61A4s    |
| Lépidoptère                                                      | ATS.48C4     |
| Logarithme                                                       | eOLU.5C3     |
| Loup-garou à la graisse de renoncule de mille tonnerres de Brest | TAT.e35B2    |

## M
| Expression                                                                                 | Références ? |
| ------------------------------------------------------------------------------------------ | --- |
| Maboul                                                                                     | TAT.51B3 |
| Macaque                                                                                    | CPO.38A3s -- eTSO.36B1s |
| Macrocéphale                                                                               | TAT.26C2 |
| Malappris                                                                                  | TAT.53A2 |
| Malheur (— de —)                                                                           | OLU.12B2 |
| Malheureux, -se                                                                            | TRR.35D3—OLU.3A2 |
| Malotru                                                                                    | ATS.19B1 |
| Mamelouk                                                                                   | TAT.26C1 |
| Marchand de guano (voir aussi : bougre de marchand de guano)                               | ePIC.8D2 |
| Marchand de tapis                                                                          | CPO.37D3s-- TSO.33A3s |
| Marin d'eau douce                                                                          | CPO.38A2s -- EMY.26A3s -- TRR.43C4s, TSO.5A3 |
| Marmotte mal réveillée                                                                     | |
| Maudit(e) —                                                                                | EMY.32D4 |
| Mazette                                                                                    | OLU.4A1 |
| Mégacycle                                                                                  | TAT.60B3 |
| Mégalomane                                                                                 | TAT.26D1 |
| Mercanti                                                                                   | EMY.30A1s |
| Mercenaire                                                                                 | SLI.14A2 |
| Mérinos                                                                                    | eOML.13A2s |
| Mérinos mal peignés                                                                        | TSO.32C2 |
| Migou de malheur                                                                           | TAT.54C3 |
| Mille milliards de—                                                                        | 714.21D2 |
| Mille milliards de mille millions de mille sabords                                         | TRR.11B3—BCF.7D3—714.1B2 |
| Mille milliards de mille sabords                                                           | OLU.40A1, 52A1, 52C5 -- TAT.04A1—BCF.2C1, 19C3—714.22C1, 23B2, 29A1—PIC.23C1 |
| Mille milliards de mille sabords de tonnerre de Brest                                      | 7BC.29C2 -- TAT.11A3 -- CES.7B1 |
| Mille milliards de tonnerre de Brest                                                       | TAT.05D2 |
| Mille millions de mille milliards de mille sabords                                         | TRR.20A3—7BC.14D2 -- TAT.14B2h—BCF.10B2 -- TSO.5A2 |
| Mille millions de mille milliards de mille sabords de tonnerre de Brest                    | 7BC.6D3 |
| Mille millions de mille sabords                                                            | EMY.32D4, 40D2 TRR.2B2, 37C3 7BC.54C3 PON.61B1 OLU.4C3, 5C1, 46C1, 52B4 OML.11B3, 15B3, 29B1, 33A1, 44A1 TAT.03A1, 09A2, 17B4, 18B1, 24B2, 26B1, 40BC1, 52A3 BCF.6A1, 24B4, 26D3, 27C2, 44.D3 714.10C1 PIC.9A2, 19A1 |
| Mille millions de mille sabords de tonnerre de Brest                                       | TRR.7B2—7BC.34D3 |
| Mille millions de sabords                                                                  | TRR.16D3—714.42D3 |
| Mille millions de tonnerres de Brest                                                       | OLU.49B2 -- CES.5D2 |
| Mille sabords                                                                              | EMY.19D3, 20A3, 34B3, 37C2, 38B3 SLI.61A2 TRR.3C1, 9D3, 12A3, 17A1, 18C2, 19C2, 19D3, 23D3, 29B2, 41A3 7BC.7A3, 7B2, 29B3, 42B1, 48B3, 51B1, 54A3, 54B2, 58A1 TSO.4A1, 5C2 PON.60A1, 62A1h, 62D2 OLU.2D3, 5A1, 5B1, 6C1, 6D2, 7B2, 8B2, 10B1, 18C3, 26A3, 30B1, 31B1, 36B2h, 38C3, 44D3, 47D1, 49A1, 49B3, 49C3, 53D2, 60A3 OML.2B4, 3D2, 4C1, 6A1, 10C3, 27C3, 28A2, 34A3, 38A1, 45D3, 46B1, 47B2, 47C1, 47C3, 49D1, 50A2, 52D3, 55D3, 55A4 ATS.42A4, 42B4 TAT.06A2, 15A1, 25A1, 28C3, 34B2, 36D3, 38C2, 40A3, 41A1, 41D3, 60A1 BCF.12D2, 18B2, 22A2, 25C2, 38A4, 41A4 714.44B2, 56B2 PIC.18C1 |
| Mille tonnerres                                                                            | SLI.61B2, EMY.37D1 -- TRR.20A1—7BC.7A1, 7B2—OLU.6C3—OML.48D1 -- ATS.46A4—BCF.6B1b -- TAT.38D2 |
| Mille tonnerres de Brest                                                                   | TAT.15B2, 50A1—714.11C1 |
| Milliards de—                                                                              | 714.2D3 |
| Misérable                                                                                  | EMY.16C1 -- TRR.17A3, 18D1, 20B2, 20D3—7BC.47D1 |
| Misérable ectoplasme                                                                       | OML.54C2 |
| Misérable ver de terre                                                                     | SLI.29B1s |
| Mitrailleur à bavette (voir aussi : sacré mitrailleur à bavette)                           | eCES.35C2 |
| Moratorium [réf. nécessaire]                                                               | |
| Moricaud,                                                                                  | |
| Morues dans un carton à chapeau                                                            | OML.56B1 |
| Mouchard (voir aussi : bougre de mouchard)                                                 | |
| Moujik                                                                                     | EMY.40D3s |
| Moule à gaufres (voir aussi : bougre de phénomène de moule à gaufres de tonnerre de Brest) | CPO.38A3 -- TRR.28D3s -- 7BC.55B3s, e58B2s -- TSO.30A2, 47C1s -- OML.54C1s -- ATS.22A3s, 34B4bs -- TAT.35B3—714.22A1 |
| Moussaillon                                                                                | CPO.25C4 -- TAT.01B2, 05C1, 38C2, 49B3 -- CES.46C1—BCF.36D2, 40B2—714.55D3—PIC.31C3 |
| Moussaillon de malheur                                                                     | CPO.20A3 |
| Moussaillon du diable                                                                      | CPO.20B2 |
| Mufle                                                                                      | |
| MRKRPXZKRMTFRZ                                                                             | TAT.26B3 |
| Mussolini de carnaval                                                                      | PIC.8D3 |

## N
| Expression     | Références ?                 |
| -------------- | ---------------------------- |
| Naufrageur     | EMY.16C2, 40D3s -- CES.44A1s |
| Négrier        | SLI.29B2s, CES.49C4          |
| Noix de coco   | CPO.56B2                     |
| Nom d'une pipe | EMY.20A1                     |
| Nyctalope      | 7BC.55B2s                    |

## O
| Expression                                       | Références ?                                                    |
| ------------------------------------------------ | --------------------------------------------------------------- |
| Olibrius (voir aussi : bougre d'olibrius)        | 7BC.59D2s -- TSO.3A1 -- PON.62A2 -- OLU.1C1, e36B2b -- OML.44C1 |
| Ophicléide                                       | EMY.30A1s -- 714.23A1                                           |
| Ornithorynque (voir aussi : petit ornithorynque) | CES.49B3h                                                       |
| oryctérope (voir aussi : sombre oryctérope)      | PON.57D3—PIC.2A1                                                |
| Ostrogoth                                        | PIC.10C3, CES.49C3h                                             |
| Ours mal léché                                   | TAT.e54B1                                                       |

## P
| Expression                                                       | Références ? |
| ---------------------------------------------------------------- | --- |
| Pachyderme                                                       | |
| Pacte à quatre                                                   | CPO.55D3 |
| Paltoquet                                                        | CPO.57A1 |
| Pantoufle                                                        | EMY.26A3 |
| Papou                                                            | EMY.40D3s |
| Papou des Carpathes (voir aussi : bougre de papou des Carpathes) | |
| Paranoïaque                                                      | |
| Parasites                                                        | CPO.38A3—7BC.55B2 |
| Patagon                                                          | TSO.33A3s -- OLU.1C1 |
| Patagon de Zoulou                                                | eATS.44B4s |
| Patapouf                                                         | EMY.40D3s |
| Patate                                                           | PIC.8D2 |
| Pauvre bougre                                                    | 714.21C2 |
| Pauvre type                                                      | SLI.32A2 |
| Peau-rouge                                                       | EMY.37C2s |
| Pénultième [réf. nécessaire]                                     | |
| Père volant                                                      | TAT.51A1 |
| Péronnelle                                                       | ATS.4C1a |
| Perruche bavarde (Vieille –)                                     | |
| Perroquet déplumé                                                | |
| Petit choléra                                                    | CES.6C2 |
| Petit délicat                                                    | TAT.54D2 |
| Petit ornithorynque                                              | PON.e58C3 |
| Petite tigresse                                                  | eBCF.2C2 |
| Petit vaurien                                                    | TAT.53A1s |
| Phénomène                                                        | TRR.7C1—OLU.2D3, 9C3, e52A1 |
| Phlébotome                                                       | 714.21D3s |
| Phylactère                                                       | |
| Phylloxéra                                                       | SLI.29A3, TAT.26C2 |
| Pignouf                                                          | ATS.34B4bs |
| Pirate                                                           | CPO.38C2 et 56A1, SLI.14A3s, 53D2, EMY.26A3, 32D4—7BC.47C1s -- TSO.9A2s, 24D2s, 30A2 -- PON.57D3—OLU.5C3, 26A3s, 40A1—OML.47B2s -- CES.44A1s, 49C2 --714.23C3s |
| Pirate d'eau douce                                               | TRR.4B2 |
| Pirate du ciel                                                   | OML.52D3 |
| Plein le dos                                                     | OLU.34C1 |
| Pleurnichard                                                     | OML.48D1s |
| Polichinelle (voir : grotesque polichinelle)                     | |
| Polygraphe                                                       | ATS.34B4bs |
| Porc-épic mal embouché                                           | eCES.41C3 |
| Potentat                                                         | |
| Poussière                                                        | TSO.47B2s |
| Profiteur                                                        | |
| Projectile guidé                                                 | eCES. 1D3 |
| Protozoaire                                                      | 7BC.45A1s |
| Pyromane                                                         | TAT.60B3 |
| Pyrophore                                                        | SLI.29A3s |

## Q
| Expression                                              | Références ? |
| ------------------------------------------------------- | ------------ |
| Que diable                                              | BCF.5B4      |
| Que le grand cric me croque et me fasse avaler ma barbe | TSO.61A3     |

## R
| Expression                    | Références ?       |
| ----------------------------- | ------------------ |
| Rapace                        |                    |
| Rat                           | CES.46A3s          |
| Ravachol                      | BCF.10B2—714.21D3s |
| Renégat                       | EMY.40D3s—CPO.55D2 |
| Rhizopode                     | EMY.41A1s          |
| Rocaille de tonnerre de Brest | TAT.40B2           |
| Rocambole                     | TAT.26C2           |

## S
| Expression                              | Références ?                       |
| --------------------------------------- | ---------------------------------- |
| Sacr... fichue —                        | PIC.17B1                           |
| Sacré mitrailleur à bavette             | 714.3A3, 51A2                      |
| Sacripant                               | CPO.55D2 -- SLI.53D2 -- TSO.12B2   |
| Sajou                                   |                                    |
| Sale bête                               | 714.39B3s                          |
| Saleté d'appareil à sous                | CES.56D1                           |
| Sale vilaine bête de tonnerre de Brest  | TSO.2D2                            |
| Saltimbanque                            | 7BC.55B2s                          |
| Sapajou                                 | SLI.14A2s, 29A2s, 54C1s -- OLU.5C3 |
| Sapristi                                | 7BC.56D1                           |
| Satané —                                | OLU.10B2 —BCF.5A1 —PIC.17C2        |
| Satrape                                 | TAT.27A2—714.21D3s                 |
| Sauvage                                 | CPO.37D3s -- 7BC.43A1s -- OML.55A1 |
| Sauvage d'aérolithe                     |                                    |
| Scélérat                                | EMY.40D2s -- PIC.11A2s             |
| Schizophrène                            | CES.49B3h                          |
| Scolopendre                             | SLI.20B3                           |
| Scorpion                                | OML.53B2                           |
| Sémaphore                               |                                    |
| Serpent                                 | OML.52D3                           |
| Simili-Martien à la graisse de cabestan | 714.49B2s                          |
| Sinapisme                               |                                    |
| Sinistre farceur                        | PIC.42B3                           |
| Sombre brute                            | eOML.45A4s                         |
| Sombre oryctérope                       | PIC.2A1                            |
| Soulographe                             | TAT.26C1                           |
| Sous-produit d'ectoplasme               | ATS.19C1                           |

## T
| Expression                    | Références ? |
| ----------------------------- | --- |
| Tas de cornichons             | TSO.48A1s |
| Tas de sauvages               | CPO.41C1—7BC.45A1 -- TSO.50C4 |
| Tchouk-tchouk-nougat          | CPO.37D1 -- TSO.33A3 |
| Technocrate                   | CPO.55D2 |
| Terroriste                    | TSO.48A1s |
| Tête de lard                  | OML.48B2s |
| Tête de mule                  | OML.36C1 -- TAT.06D1 -- ePIC.11B1 |
| Têtu comme une mule           | TAT.49B3 |
| Tigresse                      | |
| Tonnerre                      | 7BC.27D1 -- TAT.15F2h, 17A1, 24D1, 41A2—OLU.48D2—OML.38D3 |
| Tonnerre de Brest             | EMY.17A3, 19.D3, 21B2, 25D3, 26B3, 34C2, 35A1, 36B2, 37C2, 43C2, 62D2 SLI.5C2, 45D4, 61A2 TRR.2B1, 17C2, 20B2, 28B3, 31D2, 32B2, 35D2, 37B1 7BC.7B2, 35A3, 47D1, 50C3, 54B4, 55A1, 59B2, 62A2 TSO.3D3 PON.61D4, 62A2 OLU.5A3, 6C2, 7A3, 10A1, 12B2, 32C5, 39B4, 47D2, 50A2, 52A1, 52C2, 55A3 OML.26B2, 27A2, 27C3, 28A2, 33B1, 36C3, 42C1, 56A1 TAT.09A3, 14A3, 16D2, 17B2, 26A2, 32D2, 40D3, 48B3, 52A3 BCF.2B3, 6C3, 8A1, 26A4, 59.B3 714.1B3, 12B3, 34D3, 60D1 PIC.19C1 |
| Tonnerre de tonnerre de Brest | SLI.5D1, EMY.27D4 -- TRR.23A3—7BC.14B2, 14D4, 51A1—PON.59A2h—OML.54D3, 55B3—BCF.30C3—714.44B2 |
| Topinambour                   | SLI.29A3s |
| Tortionnaire                  | OML.45A4s -- PIC.42B3 |
| Trafiquant de chair humaine   | eCES.48D3 |
| Traîne-potence                | SLI.14A3 |
| Traître                       | EMY.30A2s, 40D3s |
| Tricheur                      | 714.14A1 |
| Troglodyte                    | CPO.37D1 -- ATS.34B4bs -- CES.46D1s |
| Trompe-la-mort                | TSO.46C3 -- TAT.26C1 |
| Troufignol                    | |

## V
| Expression                               | Références ?                                                                      |
| ---------------------------------------- | --------------------------------------------------------------------------------- |
| Vampire                                  | CPO.58A1 -- 7BC.45A1, 54A3 -- TAT.26C1—714.23A2                                   |
| Vandale                                  | CES.49C3a                                                                         |
| Va-nu-pieds                              | CPO.37D1 -- SLI.20B2—7BC.43A1 -- TSO.47C1s -- ATS.34C3s -- CES.46D1s -- 714.21D3s |
| Vaurien (voir aussi : graine de vaurien) |                                                                                   |
| Végétarien                               | CPO.55D3                                                                          |
| Ver de terre                             |                                                                                   |
| Vercingétorix de carnaval                | eOML.20C2s                                                                        |
| Vermicelles                              | SLI.29A3                                                                          |
| Vermine                                  | SLI.19B2                                                                          |
| Vieille baderne                          |                                                                                   |
| Vieille branche                          | OML.62A3                                                                          |
| Vieille coque rouillée                   | OLU.54A3                                                                          |
| Vieille marmotte                         | eOLU.49C1                                                                         |
| Vieille perruche bavarde                 | eBCF.19B4                                                                         |
| Vieux farceur                            | OLU.9D2                                                                           |
| Vieux frère                              | BCF.7B1                                                                           |
| Vieux rafiot que je suis                 | TAT.49B3                                                                          |
| Vipère                                   | CES.49A4—714.22D3                                                                 |
| Vivisectionniste                         | OML.45A4s                                                                         |
| Volatile de malheur                      | 714.39C1s                                                                         |
| Voleur                                   |                                                                                   |
| Voleur d'enfants                         | PON.57D3                                                                          |

## W
| Expression | Références ?                          |
| ---------- | ------------------------------------- |
| Wisigoths  | CES.46D2 (orthographié « visigoths ») |

## Z
| Expression                             | Références ?                                                                                             |
| -------------------------------------- | --- |
| Zapotèque (voir : bande de zapotèques) | TSO.33A2s                                                                                                |
| Zèbre                                  | 7BC.40D2—BCF.21B1s                                                                                       |
| Zigomar                                | SLI.29B1s -- PIC.9C1                                                                                     |
| Zouave (voir aussi : bougre de zouave) | CPO.56B2—OLU.2C1, 31B1, 34C2, 39B4, 49C2 -- ATS.15D1 -- TAT.15F1, 36C3s, 42A3, e62B3—BCF.1C1s -- 714.7C1 |
| Zouave interplanétaire                 | eOML.62C3                                                                                                |
| Zouave à la noix de coco,              | |
| Zoulou                                 | CPO.38.A2s, 56A2—7BC.55B3s -- OLU.9B1                                                                    |

## François chevalier de Hadoque
| Expression                  | Références ?   |
| --------------------------- | -------------- |
| Anthropopithèque            | SLI.24C1       |
| Flibustier                  | SLI.16A1s      |
| Flibustier de carnaval      | SLI.24C1       |
| Mes agneaux                 | SLI.23B2, 23D3 |
| Moule à gaufres             | SLI.20A1       |
| Particulier                 | SLI.15B3       |
| Perroquet bavard            | SLI.24C1       |
| Pirate d'eau douce          | SLI.24C1       |
| Que le grand cric me croque | SLI.15B3, 23B2 |
| Sinapisme                   | SLI.20B1       |
| Tonnerre de Brest           | SLI.16B2       |
| Vieux cachalot              | SLI.24D2       |
| Vieux cornichon             | SLI.20B1       |

### Perroquets du chevalier de Hadoque
| Expression                        | Références ?   |
| --------------------------------- | -------------- |
| Anthropopithèque                  | TRR.28D2       |
| Boit-sans-soif                    | TRR.29B1       |
| Cornichon                         | TRR.29B1       |
| Froussard                         | TRR.29B3       |
| Maraud                            | TRR.29A2       |
| Marin d'eau douce                 | TRR.29B3       |
| Moule à gaufres                   | TRR.28D2, 29B3 |
| Paltoquet                         | TRR.29A2       |
| Perroquet bavard                  | TRR.29B1       |
| Que le grrrand crrric me crrroque | TRR.28B1       |
| Sapajou                           | TRR.29A2, 29B1 |

## Hommages
- Dans la série télévisée Le Bureau des légendes, le personnage principal explique que le nom de code attribué aux « clandestins » des services secrets français est systématiquement une insulte du capitaine Haddock. Ainsi, par exemple, le personnage principal interprété par Mathieu Kassovitz est « Malotru », le responsable du Bureau est « Moule à Gaufres », une jeune agente clandestine est « Phénomène », etc.

- Richard Gotainer a fait une parodie du capitaine Haddock, reprenant son vocabulaire et nombre de ses injures, dans sa chanson Captaine Hard-rock de l'album Chants zazous[35].

- Le moteur de wiki libre YesWiki utilise les jurons du capitaine Haddock pour nommer les différentes versions du logiciel [36]. Ainsi en 2021, la version Doryphore est sortie, succédant à Cercopithèque, sortie en 2016.